# Libra canadiense
La libra canadiense o bien libra de Canadá fue la unidad monetaria de la Provincia Unida de Canadá desde 1842 hasta 1849, debido a la separación de la «Provincia Oeste» que retomó su libra del Alto Canadá. Tenía paridad con la libra esterlina, la libra francesa, los dólares españoles y estadonidenses, por lo que la libra canadiense se subdividía en 20 chelines (240 peniques) o en 480 sous y equivalía a 4 dólares.

## Historia
El antecedente de la Provincia Unida del Canadá surgió con el Canadá de la Nueva Francia y cuando pasó a manos británicas en 1763 se convirtió en la  provincia de Quebec, con las islas de la Magdalena y la isla de Anticosti desde 1774, ambas en el golfo de San Lorenzo.
En 1791 se separaron en Alto y en Bajo Canadá que perdió las islas de la Magdalena devenidas en señorío en 1798, Anticosti y la Costa de Labrador en 1809 pero finalmente recobró Anticosti y Magdalena en 1825, hasta que en 1841 volvieron a unirse por ocho años hasta que el Canadá Oeste se separó por otros ocho años más y usó su propia libra del Alto Canadá. Posteriormente volvieron a unirse definitivamente y comenzaron a acuñar el dólar canadiense en 1858.

## Fichas bancarias otokens
Por la escasez de monedas circulantes fraccionarias y por la falta de autorización real de acuñar monedas propias, se siguieron produciendo de forma privada tokens bancarios de cobre desde 1842 que circularon en la Provincia Unida de Canadá hasta 1849, y luego siguieron usándose en «Canadá Este» junto a la retomada libra del Bajo Canadá pero manteniendo el nombre en las piezas de cobre de 1852 como «Provincia de Canadá». La lista subsiguiente detalla cada una:
- 1 sou-1⁄2 penique o «tokens del banco» de cobre con años 1842 y 1844-1845.[4]
- 2 sou-1 penique o «tokens del banco» de cobre con año 1842.[1]